# Lancia Aurelia B24 Spider

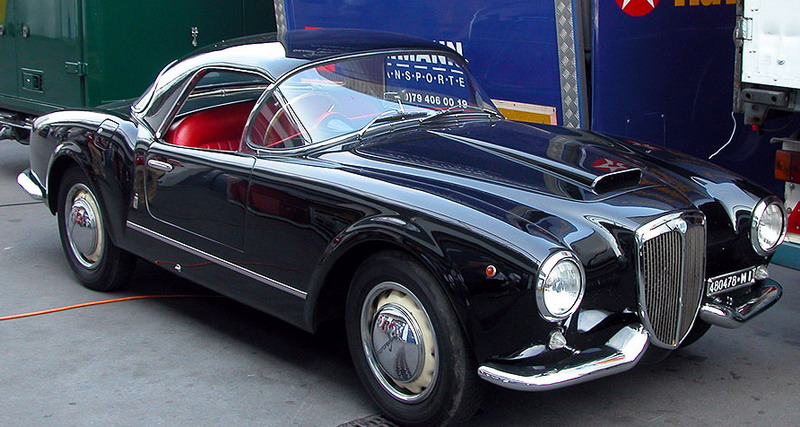
Lancia Aurelia B24 Spider (1954–1955)

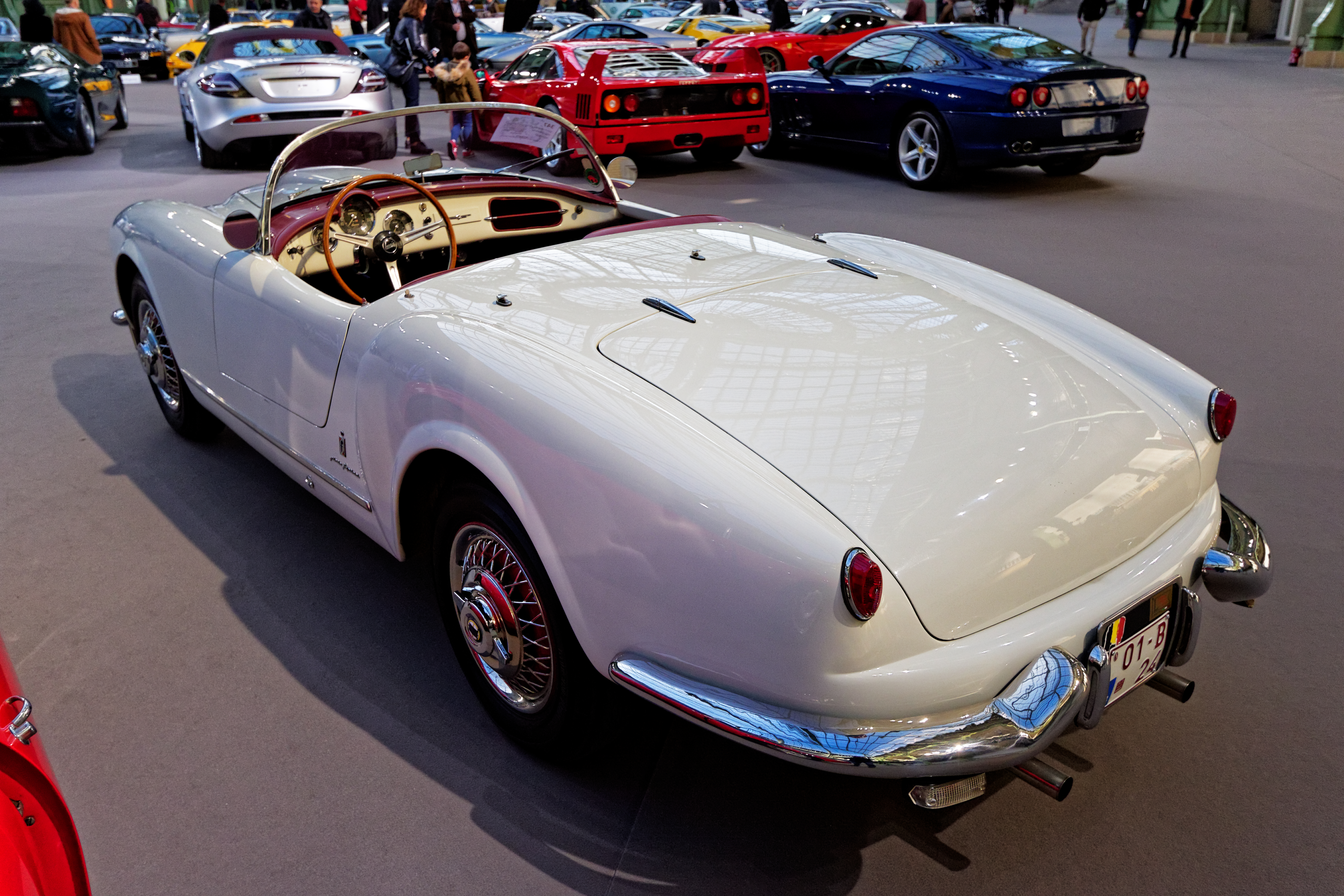
Heckansicht Spider

Der Lancia Aurelia B24 Spider war ein zweisitziger Roadster der Firma Lancia auf der Plattform der Aurelia, der 1954 auf der Automobilmesse in Brüssel vorgestellt wurde.
Die Anregung zum Bau des Fahrzeugs kam vom US-Importeur Maximilian („Maxi“) Hoffman, der Marktchancen für einen attraktiven, offenen, europäischen Zweisitzer sah. Das Auto wird deshalb oft auch America genannt. Die Karosserie stammte von Pininfarina. Viele Fachleute halten diesen Entwurf für den besten, den er je hervorgebracht hat. Grundzüge des Entwurfs finden sich in den nächsten Jahren in seinen weiteren offenen Zweisitzern, die er beispielsweise für Ferrari erstellt hat.
Von der technisch fortschrittlichen Aurelia Limousine wurden für den Spider der V6-Motor (108 PS) und das Getriebe an der Hinterachse (Transaxle) übernommen. Dem Zeitgeschmack folgend erhielt der Roadster eine Panoramascheibe, die dem Erscheinungsbild eine Nähe zu den italienischen Riva-Motorbooten gab. Das Verdeck war eher umständlich zu montieren und auch nicht wetterfest. Die Türen waren mit Aufsteckfenstern versehen und wurden über einen Seilzug geöffnet. Der Verkaufserfolg war angesichts des hohen Preises nur mäßig. Im ersten Jahr wurden nur 240 Stück produziert. Der Wagen ist heute eine seltene Rarität mit entsprechenden Preisen. 

## Aurelia B24 Convertibile

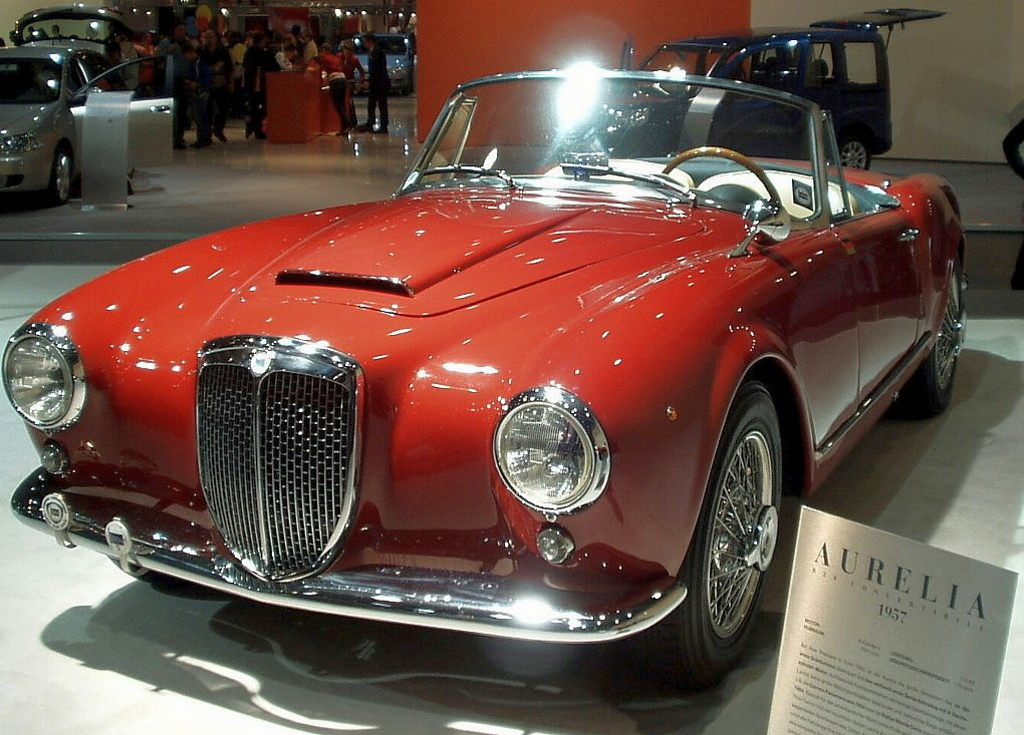
Lancia Aurelia B24 Convertibile (1955–1958)

Nach nur einem Jahr Produktionszeit wurde der Spider durch das Lancia Aurelia B24 Convertibile ersetzt.
Es erhielt ein stabileres Faltverdeck, vordere Ausstellfenster, Kurbelfenster und eine konventionelle Frontscheibe. Auch das übrige Äußere wurde an mehreren Stellen verändert, so waren die Stoßstangen jetzt vorne und hinten nicht mehr in der Mitte geteilt.
Bis zur Einstellung im Jahr 1958 wurden 521 Stück hergestellt. 
Am 26. Juli 1956 versanken mit dem Schiff Andrea Doria nach dem Zusammenstoß mit der Stockholm 50 Exemplare des Lancia Aurelia B24. Sie konnten bis heute nicht geborgen werden, da das Wrack der Andrea Doria an einer für Taucher schwer zugänglichen und gefährlichen Stelle auf Grund liegt.